# Матч за звання чемпіона світу із шахів 1987
Матч за звання чемпіона світу з шахів був проведений у Севільї з 12 жовтня по 18 грудня 1987 року. Чинний чемпіон Гаррі Каспаров зіграв унічию 12 — 12 із претендентом Анатолієм Карповим, переможцем матчів претендентів 1986 року і, згідно з правилами ФІДЕ, захистив титул чемпіона світу.
|   | a | b | c | d | e | f | g | h |   |
| 8 | f8 чорний кінь · h8 чорний король · f7 білий ферзь · e6 чорний пішак · g6 чорний пішак · c5 чорний ферзь · e5 білий пішак · h5 чорний пішак · h4 білий пішак · g3 білий пішак · f2 білий пішак · h2 білий король · d1 білий слон | f8 чорний кінь · h8 чорний король · f7 білий ферзь · e6 чорний пішак · g6 чорний пішак · c5 чорний ферзь · e5 білий пішак · h5 чорний пішак · h4 білий пішак · g3 білий пішак · f2 білий пішак · h2 білий король · d1 білий слон | f8 чорний кінь · h8 чорний король · f7 білий ферзь · e6 чорний пішак · g6 чорний пішак · c5 чорний ферзь · e5 білий пішак · h5 чорний пішак · h4 білий пішак · g3 білий пішак · f2 білий пішак · h2 білий король · d1 білий слон | f8 чорний кінь · h8 чорний король · f7 білий ферзь · e6 чорний пішак · g6 чорний пішак · c5 чорний ферзь · e5 білий пішак · h5 чорний пішак · h4 білий пішак · g3 білий пішак · f2 білий пішак · h2 білий король · d1 білий слон | f8 чорний кінь · h8 чорний король · f7 білий ферзь · e6 чорний пішак · g6 чорний пішак · c5 чорний ферзь · e5 білий пішак · h5 чорний пішак · h4 білий пішак · g3 білий пішак · f2 білий пішак · h2 білий король · d1 білий слон | f8 чорний кінь · h8 чорний король · f7 білий ферзь · e6 чорний пішак · g6 чорний пішак · c5 чорний ферзь · e5 білий пішак · h5 чорний пішак · h4 білий пішак · g3 білий пішак · f2 білий пішак · h2 білий король · d1 білий слон | f8 чорний кінь · h8 чорний король · f7 білий ферзь · e6 чорний пішак · g6 чорний пішак · c5 чорний ферзь · e5 білий пішак · h5 чорний пішак · h4 білий пішак · g3 білий пішак · f2 білий пішак · h2 білий король · d1 білий слон | f8 чорний кінь · h8 чорний король · f7 білий ферзь · e6 чорний пішак · g6 чорний пішак · c5 чорний ферзь · e5 білий пішак · h5 чорний пішак · h4 білий пішак · g3 білий пішак · f2 білий пішак · h2 білий король · d1 білий слон | 8 |
| 7 | f8 чорний кінь · h8 чорний король · f7 білий ферзь · e6 чорний пішак · g6 чорний пішак · c5 чорний ферзь · e5 білий пішак · h5 чорний пішак · h4 білий пішак · g3 білий пішак · f2 білий пішак · h2 білий король · d1 білий слон | f8 чорний кінь · h8 чорний король · f7 білий ферзь · e6 чорний пішак · g6 чорний пішак · c5 чорний ферзь · e5 білий пішак · h5 чорний пішак · h4 білий пішак · g3 білий пішак · f2 білий пішак · h2 білий король · d1 білий слон | f8 чорний кінь · h8 чорний король · f7 білий ферзь · e6 чорний пішак · g6 чорний пішак · c5 чорний ферзь · e5 білий пішак · h5 чорний пішак · h4 білий пішак · g3 білий пішак · f2 білий пішак · h2 білий король · d1 білий слон | f8 чорний кінь · h8 чорний король · f7 білий ферзь · e6 чорний пішак · g6 чорний пішак · c5 чорний ферзь · e5 білий пішак · h5 чорний пішак · h4 білий пішак · g3 білий пішак · f2 білий пішак · h2 білий король · d1 білий слон | f8 чорний кінь · h8 чорний король · f7 білий ферзь · e6 чорний пішак · g6 чорний пішак · c5 чорний ферзь · e5 білий пішак · h5 чорний пішак · h4 білий пішак · g3 білий пішак · f2 білий пішак · h2 білий король · d1 білий слон | f8 чорний кінь · h8 чорний король · f7 білий ферзь · e6 чорний пішак · g6 чорний пішак · c5 чорний ферзь · e5 білий пішак · h5 чорний пішак · h4 білий пішак · g3 білий пішак · f2 білий пішак · h2 білий король · d1 білий слон | f8 чорний кінь · h8 чорний король · f7 білий ферзь · e6 чорний пішак · g6 чорний пішак · c5 чорний ферзь · e5 білий пішак · h5 чорний пішак · h4 білий пішак · g3 білий пішак · f2 білий пішак · h2 білий король · d1 білий слон | f8 чорний кінь · h8 чорний король · f7 білий ферзь · e6 чорний пішак · g6 чорний пішак · c5 чорний ферзь · e5 білий пішак · h5 чорний пішак · h4 білий пішак · g3 білий пішак · f2 білий пішак · h2 білий король · d1 білий слон | 7 |
| 6 | f8 чорний кінь · h8 чорний король · f7 білий ферзь · e6 чорний пішак · g6 чорний пішак · c5 чорний ферзь · e5 білий пішак · h5 чорний пішак · h4 білий пішак · g3 білий пішак · f2 білий пішак · h2 білий король · d1 білий слон | f8 чорний кінь · h8 чорний король · f7 білий ферзь · e6 чорний пішак · g6 чорний пішак · c5 чорний ферзь · e5 білий пішак · h5 чорний пішак · h4 білий пішак · g3 білий пішак · f2 білий пішак · h2 білий король · d1 білий слон | f8 чорний кінь · h8 чорний король · f7 білий ферзь · e6 чорний пішак · g6 чорний пішак · c5 чорний ферзь · e5 білий пішак · h5 чорний пішак · h4 білий пішак · g3 білий пішак · f2 білий пішак · h2 білий король · d1 білий слон | f8 чорний кінь · h8 чорний король · f7 білий ферзь · e6 чорний пішак · g6 чорний пішак · c5 чорний ферзь · e5 білий пішак · h5 чорний пішак · h4 білий пішак · g3 білий пішак · f2 білий пішак · h2 білий король · d1 білий слон | f8 чорний кінь · h8 чорний король · f7 білий ферзь · e6 чорний пішак · g6 чорний пішак · c5 чорний ферзь · e5 білий пішак · h5 чорний пішак · h4 білий пішак · g3 білий пішак · f2 білий пішак · h2 білий король · d1 білий слон | f8 чорний кінь · h8 чорний король · f7 білий ферзь · e6 чорний пішак · g6 чорний пішак · c5 чорний ферзь · e5 білий пішак · h5 чорний пішак · h4 білий пішак · g3 білий пішак · f2 білий пішак · h2 білий король · d1 білий слон | f8 чорний кінь · h8 чорний король · f7 білий ферзь · e6 чорний пішак · g6 чорний пішак · c5 чорний ферзь · e5 білий пішак · h5 чорний пішак · h4 білий пішак · g3 білий пішак · f2 білий пішак · h2 білий король · d1 білий слон | f8 чорний кінь · h8 чорний король · f7 білий ферзь · e6 чорний пішак · g6 чорний пішак · c5 чорний ферзь · e5 білий пішак · h5 чорний пішак · h4 білий пішак · g3 білий пішак · f2 білий пішак · h2 білий король · d1 білий слон | 6 |
| 5 | f8 чорний кінь · h8 чорний король · f7 білий ферзь · e6 чорний пішак · g6 чорний пішак · c5 чорний ферзь · e5 білий пішак · h5 чорний пішак · h4 білий пішак · g3 білий пішак · f2 білий пішак · h2 білий король · d1 білий слон | f8 чорний кінь · h8 чорний король · f7 білий ферзь · e6 чорний пішак · g6 чорний пішак · c5 чорний ферзь · e5 білий пішак · h5 чорний пішак · h4 білий пішак · g3 білий пішак · f2 білий пішак · h2 білий король · d1 білий слон | f8 чорний кінь · h8 чорний король · f7 білий ферзь · e6 чорний пішак · g6 чорний пішак · c5 чорний ферзь · e5 білий пішак · h5 чорний пішак · h4 білий пішак · g3 білий пішак · f2 білий пішак · h2 білий король · d1 білий слон | f8 чорний кінь · h8 чорний король · f7 білий ферзь · e6 чорний пішак · g6 чорний пішак · c5 чорний ферзь · e5 білий пішак · h5 чорний пішак · h4 білий пішак · g3 білий пішак · f2 білий пішак · h2 білий король · d1 білий слон | f8 чорний кінь · h8 чорний король · f7 білий ферзь · e6 чорний пішак · g6 чорний пішак · c5 чорний ферзь · e5 білий пішак · h5 чорний пішак · h4 білий пішак · g3 білий пішак · f2 білий пішак · h2 білий король · d1 білий слон | f8 чорний кінь · h8 чорний король · f7 білий ферзь · e6 чорний пішак · g6 чорний пішак · c5 чорний ферзь · e5 білий пішак · h5 чорний пішак · h4 білий пішак · g3 білий пішак · f2 білий пішак · h2 білий король · d1 білий слон | f8 чорний кінь · h8 чорний король · f7 білий ферзь · e6 чорний пішак · g6 чорний пішак · c5 чорний ферзь · e5 білий пішак · h5 чорний пішак · h4 білий пішак · g3 білий пішак · f2 білий пішак · h2 білий король · d1 білий слон | f8 чорний кінь · h8 чорний король · f7 білий ферзь · e6 чорний пішак · g6 чорний пішак · c5 чорний ферзь · e5 білий пішак · h5 чорний пішак · h4 білий пішак · g3 білий пішак · f2 білий пішак · h2 білий король · d1 білий слон | 5 |
| 4 | f8 чорний кінь · h8 чорний король · f7 білий ферзь · e6 чорний пішак · g6 чорний пішак · c5 чорний ферзь · e5 білий пішак · h5 чорний пішак · h4 білий пішак · g3 білий пішак · f2 білий пішак · h2 білий король · d1 білий слон | f8 чорний кінь · h8 чорний король · f7 білий ферзь · e6 чорний пішак · g6 чорний пішак · c5 чорний ферзь · e5 білий пішак · h5 чорний пішак · h4 білий пішак · g3 білий пішак · f2 білий пішак · h2 білий король · d1 білий слон | f8 чорний кінь · h8 чорний король · f7 білий ферзь · e6 чорний пішак · g6 чорний пішак · c5 чорний ферзь · e5 білий пішак · h5 чорний пішак · h4 білий пішак · g3 білий пішак · f2 білий пішак · h2 білий король · d1 білий слон | f8 чорний кінь · h8 чорний король · f7 білий ферзь · e6 чорний пішак · g6 чорний пішак · c5 чорний ферзь · e5 білий пішак · h5 чорний пішак · h4 білий пішак · g3 білий пішак · f2 білий пішак · h2 білий король · d1 білий слон | f8 чорний кінь · h8 чорний король · f7 білий ферзь · e6 чорний пішак · g6 чорний пішак · c5 чорний ферзь · e5 білий пішак · h5 чорний пішак · h4 білий пішак · g3 білий пішак · f2 білий пішак · h2 білий король · d1 білий слон | f8 чорний кінь · h8 чорний король · f7 білий ферзь · e6 чорний пішак · g6 чорний пішак · c5 чорний ферзь · e5 білий пішак · h5 чорний пішак · h4 білий пішак · g3 білий пішак · f2 білий пішак · h2 білий король · d1 білий слон | f8 чорний кінь · h8 чорний король · f7 білий ферзь · e6 чорний пішак · g6 чорний пішак · c5 чорний ферзь · e5 білий пішак · h5 чорний пішак · h4 білий пішак · g3 білий пішак · f2 білий пішак · h2 білий король · d1 білий слон | f8 чорний кінь · h8 чорний король · f7 білий ферзь · e6 чорний пішак · g6 чорний пішак · c5 чорний ферзь · e5 білий пішак · h5 чорний пішак · h4 білий пішак · g3 білий пішак · f2 білий пішак · h2 білий король · d1 білий слон | 4 |
| 3 | f8 чорний кінь · h8 чорний король · f7 білий ферзь · e6 чорний пішак · g6 чорний пішак · c5 чорний ферзь · e5 білий пішак · h5 чорний пішак · h4 білий пішак · g3 білий пішак · f2 білий пішак · h2 білий король · d1 білий слон | f8 чорний кінь · h8 чорний король · f7 білий ферзь · e6 чорний пішак · g6 чорний пішак · c5 чорний ферзь · e5 білий пішак · h5 чорний пішак · h4 білий пішак · g3 білий пішак · f2 білий пішак · h2 білий король · d1 білий слон | f8 чорний кінь · h8 чорний король · f7 білий ферзь · e6 чорний пішак · g6 чорний пішак · c5 чорний ферзь · e5 білий пішак · h5 чорний пішак · h4 білий пішак · g3 білий пішак · f2 білий пішак · h2 білий король · d1 білий слон | f8 чорний кінь · h8 чорний король · f7 білий ферзь · e6 чорний пішак · g6 чорний пішак · c5 чорний ферзь · e5 білий пішак · h5 чорний пішак · h4 білий пішак · g3 білий пішак · f2 білий пішак · h2 білий король · d1 білий слон | f8 чорний кінь · h8 чорний король · f7 білий ферзь · e6 чорний пішак · g6 чорний пішак · c5 чорний ферзь · e5 білий пішак · h5 чорний пішак · h4 білий пішак · g3 білий пішак · f2 білий пішак · h2 білий король · d1 білий слон | f8 чорний кінь · h8 чорний король · f7 білий ферзь · e6 чорний пішак · g6 чорний пішак · c5 чорний ферзь · e5 білий пішак · h5 чорний пішак · h4 білий пішак · g3 білий пішак · f2 білий пішак · h2 білий король · d1 білий слон | f8 чорний кінь · h8 чорний король · f7 білий ферзь · e6 чорний пішак · g6 чорний пішак · c5 чорний ферзь · e5 білий пішак · h5 чорний пішак · h4 білий пішак · g3 білий пішак · f2 білий пішак · h2 білий король · d1 білий слон | f8 чорний кінь · h8 чорний король · f7 білий ферзь · e6 чорний пішак · g6 чорний пішак · c5 чорний ферзь · e5 білий пішак · h5 чорний пішак · h4 білий пішак · g3 білий пішак · f2 білий пішак · h2 білий король · d1 білий слон | 3 |
| 2 | f8 чорний кінь · h8 чорний король · f7 білий ферзь · e6 чорний пішак · g6 чорний пішак · c5 чорний ферзь · e5 білий пішак · h5 чорний пішак · h4 білий пішак · g3 білий пішак · f2 білий пішак · h2 білий король · d1 білий слон | f8 чорний кінь · h8 чорний король · f7 білий ферзь · e6 чорний пішак · g6 чорний пішак · c5 чорний ферзь · e5 білий пішак · h5 чорний пішак · h4 білий пішак · g3 білий пішак · f2 білий пішак · h2 білий король · d1 білий слон | f8 чорний кінь · h8 чорний король · f7 білий ферзь · e6 чорний пішак · g6 чорний пішак · c5 чорний ферзь · e5 білий пішак · h5 чорний пішак · h4 білий пішак · g3 білий пішак · f2 білий пішак · h2 білий король · d1 білий слон | f8 чорний кінь · h8 чорний король · f7 білий ферзь · e6 чорний пішак · g6 чорний пішак · c5 чорний ферзь · e5 білий пішак · h5 чорний пішак · h4 білий пішак · g3 білий пішак · f2 білий пішак · h2 білий король · d1 білий слон | f8 чорний кінь · h8 чорний король · f7 білий ферзь · e6 чорний пішак · g6 чорний пішак · c5 чорний ферзь · e5 білий пішак · h5 чорний пішак · h4 білий пішак · g3 білий пішак · f2 білий пішак · h2 білий король · d1 білий слон | f8 чорний кінь · h8 чорний король · f7 білий ферзь · e6 чорний пішак · g6 чорний пішак · c5 чорний ферзь · e5 білий пішак · h5 чорний пішак · h4 білий пішак · g3 білий пішак · f2 білий пішак · h2 білий король · d1 білий слон | f8 чорний кінь · h8 чорний король · f7 білий ферзь · e6 чорний пішак · g6 чорний пішак · c5 чорний ферзь · e5 білий пішак · h5 чорний пішак · h4 білий пішак · g3 білий пішак · f2 білий пішак · h2 білий король · d1 білий слон | f8 чорний кінь · h8 чорний король · f7 білий ферзь · e6 чорний пішак · g6 чорний пішак · c5 чорний ферзь · e5 білий пішак · h5 чорний пішак · h4 білий пішак · g3 білий пішак · f2 білий пішак · h2 білий король · d1 білий слон | 2 |
| 1 | f8 чорний кінь · h8 чорний король · f7 білий ферзь · e6 чорний пішак · g6 чорний пішак · c5 чорний ферзь · e5 білий пішак · h5 чорний пішак · h4 білий пішак · g3 білий пішак · f2 білий пішак · h2 білий король · d1 білий слон | f8 чорний кінь · h8 чорний король · f7 білий ферзь · e6 чорний пішак · g6 чорний пішак · c5 чорний ферзь · e5 білий пішак · h5 чорний пішак · h4 білий пішак · g3 білий пішак · f2 білий пішак · h2 білий король · d1 білий слон | f8 чорний кінь · h8 чорний король · f7 білий ферзь · e6 чорний пішак · g6 чорний пішак · c5 чорний ферзь · e5 білий пішак · h5 чорний пішак · h4 білий пішак · g3 білий пішак · f2 білий пішак · h2 білий король · d1 білий слон | f8 чорний кінь · h8 чорний король · f7 білий ферзь · e6 чорний пішак · g6 чорний пішак · c5 чорний ферзь · e5 білий пішак · h5 чорний пішак · h4 білий пішак · g3 білий пішак · f2 білий пішак · h2 білий король · d1 білий слон | f8 чорний кінь · h8 чорний король · f7 білий ферзь · e6 чорний пішак · g6 чорний пішак · c5 чорний ферзь · e5 білий пішак · h5 чорний пішак · h4 білий пішак · g3 білий пішак · f2 білий пішак · h2 білий король · d1 білий слон | f8 чорний кінь · h8 чорний король · f7 білий ферзь · e6 чорний пішак · g6 чорний пішак · c5 чорний ферзь · e5 білий пішак · h5 чорний пішак · h4 білий пішак · g3 білий пішак · f2 білий пішак · h2 білий король · d1 білий слон | f8 чорний кінь · h8 чорний король · f7 білий ферзь · e6 чорний пішак · g6 чорний пішак · c5 чорний ферзь · e5 білий пішак · h5 чорний пішак · h4 білий пішак · g3 білий пішак · f2 білий пішак · h2 білий король · d1 білий слон | f8 чорний кінь · h8 чорний король · f7 білий ферзь · e6 чорний пішак · g6 чорний пішак · c5 чорний ферзь · e5 білий пішак · h5 чорний пішак · h4 білий пішак · g3 білий пішак · f2 білий пішак · h2 білий король · d1 білий слон | 1 |
|   | a | b | c | d | e | f | g | h |   |

## Результати
|                        | 1 | 2 | 3 | 4 | 5 | 6 | 7 | 8 | 9 | 10 | 11 | 12 | 13 | 14 | 15 | 16 | 17 | 18 | 19 | 20 | 21 | 22 | 23 | 24 | Очки |
| ---------------------- | - | - | - | - | - | - | - | - | - | -- | -- | -- | -- | -- | -- | -- | -- | -- | -- | -- | -- | -- | -- | -- | ---- |
| Анатолій Карпов (СРСР) | ½ | 1 | ½ | 0 | 1 | ½ | ½ | 0 | ½ | ½  | 0  | ½  | ½  | ½  | ½  | 1  | ½  | ½  | ½  | ½  | ½  | ½  | 1  | 0  | 12   |
| Гаррі Каспаров (СРСР)  | ½ | 0 | ½ | 1 | 0 | ½ | ½ | 1 | ½ | ½  | 1  | ½  | ½  | ½  | ½  | 0  | ½  | ½  | ½  | ½  | ½  | ½  | 0  | 1  | 12   |